# Mała Góra (Beskid Mały)
Mała Góra (706 m n.p.m.) – niewybitny, zalesiony szczyt usytuowany na zboczu Magurki Wilkowickiej w Beskidzie Małym. Przez szczyt przechodzi czarny szlak z Wilkowic na Magurkę Wilkowicką. Powyżej szczytu znajduje się osada Koleby.